# Corte Superior de Justicia de Apurímac
La Corte Superior de Justicia de Apurímac es el tribunal de apelación cuya sede es la ciudad de Abancay, capital del Departamento de Apurímac y cuya competencia se extiende a todo el Distrito Judicial de Apurímac. Fue creada el 8 de abril de 1936 durante el gobierno de Oscar R. Benavides. Está compuesta por un total de 3 salas superiores que conocen en segunda instancia las sentencias expedidas por los juzgados especializados del distrito judicial.

## Historia
La Corte Superior de Justicia de Apurímac, la misma que fue creada por Ley N.º 8242 del 8 de abril de 1936 y se instaló el 7 de septiembre de 1936 bajo la presidencia de Óscar R. Benavides. Inicialmente, la competencia de esta corte no incluía a la provincia de Cotabambas que se mantuvo bajo la competencia de la Corte Superior de Justicia del Cusco. Sin embargo, desde el 2001, dicha provincia se integró a la competencia de esta corte.

## Competencia territorial
Según la organización territorial inicial, las Cortes Superiores tenían competencia territorial en el departamento de su sede, el mismo que se correspondía con un determinado Distrito Judicial. Sin embargo, esta división fue modificándose paulatinamente por razones de cercanía comunicativa. En la actualidad la Corte Superior de Justicia de Apurímac es competente territorialmente sobre las provincias del Departamento de Apurímac. 

## Composición
La Corte Superior de Justicia de Apurímac está conformada por:
- 1 Sala Mixta con sede en Abancay.
- 1 Sala Mixta con sede en Andahuaylas.

Cada Sala está conformada por tres jueces superiores que, en el Perú, reciben la denominación de "vocales superiores". La reunión de todos los vocales superiores constituyen la "Sala Plena" que es el máximo órgano deliberativo de la Corte Superior.

## Presidente de la Corte Superior
De conformidad con los artículos 38 y 45 de la Ley Orgánica del Poder Judicial, los vocales eligen un Presidente de la Corte Superior. En el caso de Apurímac, la elección se realiza el primer jueves del mes de diciembre cada dos años mediante votación secreta de los vocales superiores titulares.
El actual Presidente de la Corte Superior es el doctor Erwin Arhtur Tayro Tayro.